# Rasmus Mägi
Rasmus Mägi (Tartu, 4 de mayo de 1992) es un deportista estonio que compite en atletismo, especialista en las carreras de vallas.
En los Juegos Europeos de Cracovia 2023 consiguió una medalla de plata en la prueba de 400 m vallas. Ganó una medalla de plata en el Campeonato Europeo de Atletismo de 2014, en la misma prueba.
Participó en tres Juegos Olímpicos de Verano, entre los años 2012 y 2020, ocupando el sexto lugar en Río de Janeiro 2016 y el séptimo en Tokio 2020, en los 400 m vallas.

## Palmarés internacional
| Juegos Europeos    | Juegos Europeos   | Juegos Europeos  | Juegos Europeos |
| Año                | Lugar             | Medalla          | Prueba          |
| ------------------ | ----------------- | ---------------- | --------------- |
| 2023               | Chorzów (Polonia) | Medalla de plata | 400 m vallas    |
| Campeonato Europeo |                   |                  |                 |
| Año                | Lugar             | Medalla          | Prueba          |
| 2014               | Zúrich (Suiza)    | Medalla de plata | 400 m vallas    |